# 权力清单制度
权力清单制度，是中华人民共和国全面深化改革中的一項舉措，是指各级人民政府及其工作部门或其他主体（如党委、政协组织等）在对其所实际行使的公共权力进行全面梳理基础上，按照一定的类别和流程以清单和图表等形式公开，承诺依照清单内容行使权力，遵循“法无授权即禁止”的规范。旨在规范行政权力、增进市场，主要途径是依法将行政权力事项清单化，对政府合法确权、编录权力清单并向社会公示。

## 历史
2009年，中国共产党中央纪律检查委员会和中共中央组织部就在江苏省睢宁县、河北省成安县、四川省成都市武侯区三地进行“县委权力公开透明运行”的试点工作，成都市在地方试点期间首次公布了地级市权力清单。
自2013年李克强出任国务院总理后，中国中央政府就开始着手建立权力清单制度。2013年9月19日，国务院发布《关于严格控制新设行政许可的通知》，要求国务院部门要制定本部门负责实施的行政许可目录并向社会公布，目录要列明行政许可项目、依据、实施机关、程序、条件、期限、收费等情况。行政许可项目发生增加、调整、变更等变化的，要及时更新目录。2013年11月12日，中国共产党第十八届中央委员会第三次全体会议通过《中共中央关于全面深化改革若干重大问题的决定》，首次提出推行权力清单制度，依法公开地方政府权力运行流程。2014年年内，浙江省、安徽省、江苏省政府先后率先出台了各自的权力清单，国务院也在地方政府后加入公布权力清单行列中，这些清单也成为权力清单制度推广的模版。
2015年3月24日，中共中央、国务院下发了《关于推行地方各级政府工作部门权力清单制度的指导意见》，要求“省级政府2015年年底前、市县两级政府2016年年底前”基本完成清单公布的任务。2016年1月5日，中国国务院发布了《国务院部门权力和责任清单编制试点方案》，要求中央政府部分机构在2016年12月底前完成权力和责任清单试点工作。同年2月17日，中共中央办公厅、国务院办公厅印发《关于全面推进政务公开工作的意见》，提出在推动权力清单和责任清单之外还要公布“负面清单”。

## 现状
截至2018年7月，全部国务院部门及下辖局、中央指定地方实施行政许可部门都已经公布其权力和职责清单，除河北省外各省级政府均已公布权力清单，除重庆市外各省级政府均已公布责任清单。但各地权力清单的规范标准不一，例如作为同级部门的长沙市、杭州市、广州市公安局却分别梳理出208、24、291项处罚职权；此外各地权力清单公布的清晰程度不一，例如广州市公布的内容就详细描述了查询方式及示意图，但许多地区仍未有相应的说明。